# Acinos
Acinos es un género de 10 especies de plantas anuales o perennes, nativas del sur de Europa u oeste de Asia.  Son pequeños arbustos que alcanzan 10-45 cm de altura. 
Algunos autores lo consideran un sinónimo de Clinopodium. 

## Fitoquímica
El aceite esencial de las especies de Acinos contiene principalmente germacreno D, pulegona, mentona, β-bourboneno, óxido de cariofileno y β-cariofileno.
Se detectaron flavonoides derivados de la isosakuranetina como la poncirina, la isoponcirina y la aurapina
|           |              |          |
| Poncirina | Neoponcirina | Aurapina |

## Taxonomía
El género fue descrito por Philip Miller y publicado en The Gardeners Dictionary...Abridged...fourth edition vol. 1. 1754. La especie tipo no ha sido designada.
Etimología
Acinos: nombre genérico que viene del griego cuya palabra akinos, es el nombre de una pequeña planta aromática.

## Especies
- Acinos alpinus
- Acinos arvensis
- Acinos corsicus
- Acinos rotundifolius
- Acinos suaveolens